# بحيرة الريان
بحيرة الريان هي بحيرة ضمن محمية وادي الريان في مصر، تبلغ مساحتها 52.9 كم2 وتتكون من بحيرتين يربطهما منطقة شلالات، وتعتبر مصدرا هاما من مصادر الثروة السمكية.

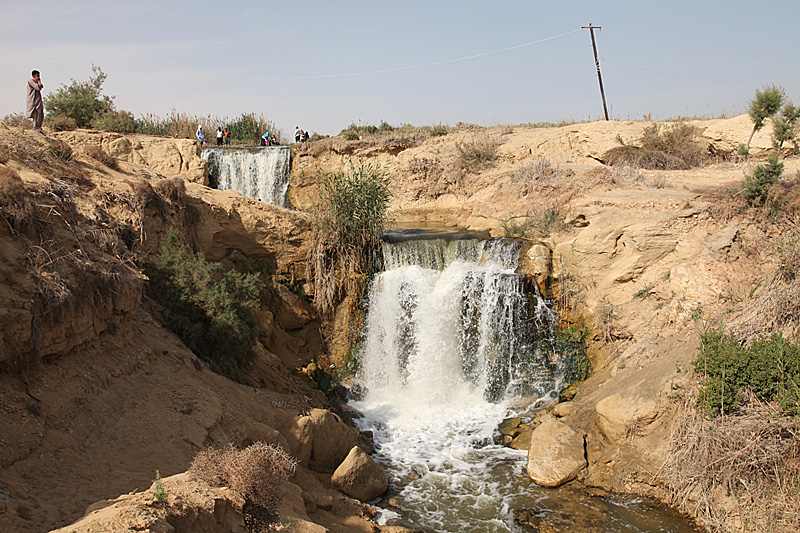
الشلالات التي تقع الريان

## الجغرافيا
تقع بحيرة الريان في الجزء الجنوبي الغربي لمحافظة الفيوم بالصحراء الغربية على بعد 25 كيلو مترا جنوب المدينة، وقد بدأ العمل في مشروع وادي الريان في أكتوبر 1968 بعدما ارتفع منسوب المياه في بحيرة قارون وهدد المنشآت التي شيدت حولها ليكون خزانا لمياه الصرف الزراعي بالفيوم، وانتهى العمل في هذا المشروع في يناير [1973] ليستقبل أول قطرة من مياه الصرف الزراعي. والمشروع عبارة عن قناة بطول 5.9 كيلو متر تبدأ من أطراف المحافظة حتى حدود الصحراء، ثم قناة مغطاة بطول 5 كيلو مترات وعرض 3 أمتار عند هضبة البقيرات التي تصب في البحيرة ، وتقدر كمية مياه الصرف الزراعي الداخلة إلى منخفضات الريان بحوالي 200 مليون متر مكعب سنويا.
وتنقسم البحيرة إلى بحيرة عليا ومساحتها 50,90 كم مربع ونسبة الملوحة بها حوالي 5.1 جرام في اللتر وأقصى عمق لها 22 متر ثم البحيرة السفلى ومساحتها 6200 هتكار ويربط بين البحيرتين منطقة الشلالات ويصل منسوب المياه فيها إلى 20 مترا وتتميز هذه المنطقة بكثافة الأسماك التي تعيش فيها.

## الثروة السمكية
تعتبر مياه منخفضات الريان مياه شبه عذبة ومعظم إنتاجها أسماك نيلية ما عدا العائلة البورية و القاروص . حيث يتم نقلهما للبحيرات في صورة زريعة يتم جلبها من سواحل مصر البحرية.
وأهم أنواع الأسماك التي تعيش في منخفضات الريان: العائلة البورية و البلطي البياض وقشر البياض والمبروك القاروص.
ويوجد خمسة مراكز لتجميع الأسماك على مسطحات الريان منها ثلاثة مراكز على المنخفض الأول، ومركزين على المنخفض الثالث. ويصل موسم الصيد بمسطحات الريان إلى 200 يوم تقريباً. ويقدر الإنتاج الموسمي لمسطحات الريان بحوالي ( 1100 - 1200 ) طن من الأسماك .
ويتبع المنطقة مصنع لل ثلج بوادي الريان يعمل بالطاقة الشمسية عن طريق الخلايا الفوتوفولطية، ويعمل المصنع فقط في أيام المصيد بمسطحات الريان، ويخدم مشروع تسويق الأسماك بالمحافظة وجمعيات الريان وقارون .

## السياحة
بالإضافة لأهمية البحيرة الكبيرة كمنفذ لمياه الصرف الزراعي، فبحيرة الريان وكذلك ما يحيط بالبحيرة من وادي خصب و شلالات جعل من المنطقة منطقة سياحية متميزة. هذا بالإضافة إلى جبل ريان وما يحتويه من حيوانات برية نادرة.